# Dipaenae rhodura
Dipaenae rhodura là một loài bướm đêm thuộc phân họ Arctiinae, họ Erebidae.